# Liste der Boxweltmeister aus Deutschland

## Männer

### Schwergewicht
| Name          | Von        | Bis        | Verband    |
| ------------- | ---------- | ---------- | ---------- |
| Max Schmeling | 12.06.1930 | 21.06.1932 | NYSAC, NBA |

### Cruisergewicht
| Name             | Von        | Bis        | Verband |
| ---------------- | ---------- | ---------- | ------- |
| Markus Bott      | 13.02.1993 | 26.06.1993 | WBO     |
| Ralf Rocchigiani | 10.06.1995 | 14.10.1997 | WBO     |
| Firat Arslan     | 24.11.2007 | 27.09.2008 | WBA     |
| Marco Huck       | 29.08.2009 | 14.08.2015 | WBO     |
| Marco Huck       | 27.02.2016 | 01.04.2017 | IBO     |

### Halbschwergewicht
| Name                  | Von        | Bis        | Verband  |
| --------------------- | ---------- | ---------- | -------- |
| Henry Maske           | 20.03.1993 | 23.11.1996 | IBF      |
| Dariusz Michalczewski | 10.09.1994 | 18.10.2003 | WBO      |
| Dariusz Michalczewski | 13.06.1997 | 13.06.1997 | IBF, WBA |
| Graciano Rocchigiani  | 21.03.1998 | 21.03.1998 | WBC      |
| Jürgen Brähmer        | 22.08.2009 | 19.05.2011 | WBO      |
| Jürgen Brähmer        | 14.12.2013 | 01.10.2016 | WBA      |

### Supermittelgewicht
| Name                 | Von        | Bis        | Verband |
| -------------------- | ---------- | ---------- | ------- |
| Graciano Rocchigiani | 11.03.1988 | 27.01.1989 | IBF     |
| Norbert Nieroba      | 18.04.1998 | 08.05.1999 | WBU     |
| Sven Ottke           | 24.10.1998 | 27.03.2004 | IBF     |
| Sven Ottke           | 15.03.2003 | 27.03.2004 | WBA     |
| Markus Beyer         | 23.10.1999 | 06.05.2000 | WBC     |
| Markus Beyer         | 05.04.2003 | 05.06.2004 | WBC     |
| Markus Beyer         | 10.09.2004 | 14.10.2006 | WBC     |
| Robert Stieglitz     | 22.08.2009 | 25.08.2012 | WBO     |
| Dimitri Sartison     | 21.11.2009 | 30.07.2011 | WBA     |
| Arthur Abraham       | 25.08.2012 | 23.03.2013 | WBO     |
| Robert Stieglitz     | 23.03.2013 | 01.03.2014 | WBO     |
| Arthur Abraham       | 01.03.2014 | 09.04.2016 | WBO     |
| Felix Sturm          | 20.02.2016 | 20.02.2016 | WBA     |
| Tyron Zeuge          | 05.11.2016 | 25.03.2017 | GBU     |
| Tyron Zeuge          | 05.11.2016 | 14.07.2018 | WBA     |

### Mittelgewicht
| Name                | Von        | Bis        | Verband |
| ------------------- | ---------- | ---------- | ------- |
| Bert Schenk         | 30.01.1999 | 17.07.1999 | WBO     |
| Felix Sturm         | 08.03.2003 | 05.06.2004 | WBO     |
| Arthur Abraham      | 10.12.2005 | 27.06.2009 | IBF     |
| Felix Sturm         | 11.03.2006 | 15.07.2006 | WBA     |
| Felix Sturm         | 28.04.2007 | 01.09.2012 | WBA     |
| Sebastian Sylvester | 19.09.2009 | 07.05.2011 | IBF     |
| Sebastian Zbik      | 18.01.2011 | 04.06.2011 | WBC     |
| Felix Sturm         | 07.12.2013 | 31.05.2014 | IBF     |

### Halbmittelgewicht
| Name             | Von        | Bis        | Verband |
| ---------------- | ---------- | ---------- | ------- |
| Eckhard Dagge    | 18.06.1976 | 06.08.1977 | WBC     |
| Michel Trabant   | 13.10.2012 | 13.10.2012 | GBU     |
| Jack Culcay-Keth | 09.04.2016 | 11.03.2017 | WBA     |

### Superfedergewicht
| Name           | Von        | Bis        | Verband |
| -------------- | ---------- | ---------- | ------- |
| René Weller    | 07.10.1983 | 07.10.1983 | WAA     |
| Vitali Tajbert | 22.05.2010 | 26.11.2010 | WBC     |

## Frauen

### Supermittelgewicht
| Name             | Von        | Bis        | Verband  |
| ---------------- | ---------- | ---------- | -------- |
| Nikki Adler      | 12.01.2013 | 23.05.2014 | WIBA     |
| Christina Hammer | 04.05.2013 | 04.05.2013 | WBF, WBO |
| Nikki Adler      | 25.05.2013 | 30.11.2013 | WBF      |
| Nikki Adler      | 30.11.2013 | 04.08.2017 | WBC      |
| Nikki Adler      | 11.03.2017 | 11.03.2017 | WIBF     |

### Mittelgewicht
| Name             | Von        | Bis        | Verband |
| ---------------- | ---------- | ---------- | ------- |
| Heidi Hartmann   | 01.10.2005 | 01.10.2005 | WIBF    |
| Christina Hammer | 23.10.2010 | 13.04.2019 | WBO     |
| Christina Hammer | 18.02.2011 | 01.03.2014 | WBF     |
| Christina Hammer | 05.11.2016 | 13.04.2019 | WBC     |

### Superweltergewicht
| Name             | Von        | Bis        | Verband  |
| ---------------- | ---------- | ---------- | -------- |
| Heidi Hartmann   | 04.03.2006 | 19.05.2007 | WIBF     |
| Christina Hammer | 26.07.2014 | 26.07.2014 | WBO, WBF |

### Weltergewicht
| Name            | Von        | Bis        | Verband |
| --------------- | ---------- | ---------- | ------- |
| Heidi Hartmann  | 29.05.2004 | 29.05.2004 | WIBF    |
| Jessica Balogun | 20.11.2010 | 20.11.2010 | WIBA    |
| Jessica Balogun | 03.12.2011 | 03.12.2011 | GBU     |
| Marie Riederer  | 14.12.2016 | 14.12.2016 | GBC     |
| Verena Kaiser   | 16.09.2017 | 16.09.2017 | WIBF    |

### Superleichtgewicht
| Name                             | Von        | Bis        | Verband        |
| -------------------------------- | ---------- | ---------- | -------------- |
| Ramona Kühne                     | 13.10.2007 | 13.10.2007 | WBF            |
| Jessica Balogun                  | 24.01.2009 | 30.05.2009 | GBU            |
| Marie Riederer                   | 13.10.2012 | 22.06.2013 | WIBF           |
| Rola El-Halabi                   | 03.08.2013 | 10.05.2014 | WBF            |
| Rola El-Halabi                   | 10.05.2014 | 10.05.2014 | WIBA, UBF      |
| Alicia Melina Winter geb. Kummer | 30.04.2016 |            | WIBF, GBU, GBC |
| Alicia Melina Winter geb. Kummer | 29.04.2017 |            | WIBA           |

### Leichtgewicht
| Name           | Von        | Bis        | Verband    |
| -------------- | ---------- | ---------- | ---------- |
| Ramona Kühne   | 16.05.2008 | 28.11.2008 | WBF        |
| Rola El-Halabi | 05.06.2009 | 01.04.2011 | WIBF, WIBA |
| Nicole Wesner  | 16.12.2014 | 08.07.2017 | WIBF, WBF  |
| Nicole Wesner  | 09.06.2015 | 08.07.2017 | GBU        |

### Superfedergewicht
| Name            | Von        | Bis        | Verband   |
| --------------- | ---------- | ---------- | --------- |
| Ramona Kühne    | 28.03.2009 | 19.06.2009 | WBF       |
| Ramona Kühne    | 04.06.2010 | 08.07.2017 | WBO       |
| Ramona Kühne    | 04.06.2010 | 28.03.2014 | WIBF, WBF |
| Goda Dailydaite | 29.09.2012 | 29.09.2012 | WIBF      |

### Federgewicht
| Name               | Von        | Bis        | Verband   |
| ------------------ | ---------- | ---------- | --------- |
| Silke Weickenmeier | 14.04.2002 | 14.04.2002 | WBF       |
| Ina Menzer         | 22.10.2005 | 03.07.2010 | WIBF      |
| Ina Menzer         | 08.03.2008 | 03.07.2010 | WBC       |
| Elina Tissen       | 21.06.2008 | 21.06.2008 | GBC       |
| Ina Menzer         | 10.10.2009 | 03.07.2010 | WBO       |
| Elina Tissen       | 09.10.2010 |            | GBU       |
| Elina Tissen       | 26.03.2011 | 01.06.2013 | GBC       |
| Elina Tissen       | 26.03.2011 | 24.03.2012 | WIBF      |
| Elina Tissen       | 01.06.2013 | 18.11.2017 | WIBF      |
| Nina Meinke        | 17.02.2018 | 18.08.2018 | WIBF      |
| Nina Meinke        | 05.11.2022 |            | WIBF      |
| Elina Tissen       | 18.05.2018 |            | WIBF      |
| Goda Dailydaite    | 20.04.2012 | 20.04.2012 | WBF, WIBF |

### Superbantamgewicht
| Name               | Von        | Bis        | Verband   |
| ------------------ | ---------- | ---------- | --------- |
| Silke Weickenmeier | 18.04.1999 | 18.04.1999 | WIBF      |
| Daisy Lang         | 10.05.2003 | 10.05.2003 | WIBF, GBU |
| Silke Weickenmeier | 20.09.2003 | 07.07.2007 | WIBF, GBU |
| Elina Tissen       | 24.01.2009 | 24.01.2009 | GBC, GBU  |
| Alesia Graf        | 15.12.2012 | 15.12.2012 | WBF       |
| Alesia Graf        | 01.10.2016 | 01.10.2016 | WBF       |

### Bantamgewicht
| Name       | Von        | Bis        | Verband   |
| ---------- | ---------- | ---------- | --------- |
| Daisy Lang | 14.09.2002 | 06.04.2002 | WIBF, GBU |

### Superfliegengewicht
| Name           | Von        | Bis        | Verband |
| -------------- | ---------- | ---------- | ------- |
| Regina Halmich | 18.04.1998 | 10.07.1998 | WIBF    |
| Daisy Lang     | 17.07.1999 | 06.04.2002 | WIBF    |
| Regina Halmich | 13.05.2000 | 13.05.2000 | WIBF    |
| Alesia Graf    | 28.02.2006 | 11.09.2010 | GBU     |
| Alesia Graf    | 08.03.2008 | 11.09.2010 | WIBF    |
| Raja Amasheh   | 07.09.2013 | 07.09.2013 | WBF     |
| Raja Amasheh   | 03.10.2018 |            | WBO     |

### Fliegengewicht
| Name           | Von        | Bis        | Verband   |
| -------------- | ---------- | ---------- | --------- |
| Regina Halmich | 10.06.1995 | 27.03.1999 | WIBF      |
| Regina Halmich | 18.01.2003 | 30.11.2007 | WIBF      |
| Susi Kentikian | 16.02.2007 | 21.10.2011 | WBA       |
| Nadia Raoui    | 04.04.2009 | 04.04.2009 | WIBA      |
| Nadia Raoui    | 02.12.2011 | 23.03.2013 | WIBA      |
| Susi Kentikian | 01.02.2013 | 30.07.2016 | WBA       |
| Susi Kentikian | 02.10.2015 | 30.07.2016 | WIBF, GBU |
| Raja Amasheh   | 17.05.2014 | 11.10.2014 | WBF       |

### Juniorfliegengewicht
| Name           | Von        | Bis        | Verband   |
| -------------- | ---------- | ---------- | --------- |
| Regina Halmich | 10.07.1999 | 16.12.2000 | WIBF      |
| Regina Halmich | 24.02.2001 | 21.07.2001 | WIBF      |
| Nadja Loritz   | 29.09.2001 | 11.05.2002 | WIBF, GBU |
| Regina Halmich | 24.11.2001 | 17.08.2002 | WIBF      |
| Nadja Loritz   | 19.02.2005 | 19.02.2005 | WIBF, GBU |
| Julia Sahin    | 08.04.2006 | 05.04.2008 | WIBF      |
| Sarah Bormann  | 16.06.2018 |            | WIBF, GBU |

### Minimumgewicht
| Name           | Von        | Bis        | Verband |
| -------------- | ---------- | ---------- | ------- |
| Tina Rupprecht | 02.12.2017 | 25.03.2023 | WBC     |

### Atomgewicht
| Name           | Von        | Bis | Verband |
| -------------- | ---------- | --- | ------- |
| Tina Rupprecht | 13.01.2024 |     | WBC     |